# La colonia (película)
Double Team (llamada La Colonia en los países de habla hispana) es una película estadounidense de acción de 1997. Dirigida por Tsui Hark, protagonizada por Jean-Claude Van Damme, Dennis Rodman y Mickey Rourke.

## Argumento
Jack Quinn (Van Damme) es un agente antiterrorista que va tras la pista de Stavros (Mickey Rourke), un peligroso terrorista, en la que será su última misión. Quinn fracasará en su intento de dar caza a Stavros y quedará recluido de por vida en La Colonia.
La Colonia es una especie de retiro forzado para “agentes fracasados”, allí la única obsesión de Quinn será escapar y rescatar a su esposa embarazada, que ha sido capturada por su mortal enemigo Stavros. Para ello contará con la ayuda de Yazz (Dennis Rodman) un traficante de armas poco cuerdo y bastante excéntrico.

## Reparto
| Actor                 | Personaje       |
| --------------------- | --------------- |
| Jean-Claude Van Damme | Jack Quinn      |
| Dennis Rodman         | Yaz             |
| Mickey Rourke         | Stavros         |
| Natacha Lindinger     | Kathryn Quinn   |
| Paul Freeman          | Alex Goldsmythe |

## Localizaciones
Double Team se filmó en Amberes, Bélgica, Niza y Arlés, Francia, y en Roma, Italia. Mientras que la cinta da a entender que la pelea final entre Quinn y Stavros se lleva a cabo en el Coliseo de Roma, las escenas fueron filmadas en las Arenas de Arlés al sur de Francia.

## Recepción
Un relativo fracaso comercial y en la crítica, la cinta fue nominada y "ganó" tres Premios Golden Raspberry: Peor Actor de Reparto (Rodman), Peor Nueva Estrella (también Rodman) y Peor Pareja en la Pantalla (Rodman y Van Damme). Recaudó solamente 48 millones de dólares contra un presupuesto de $30 millones. La actuación de Rodman fue duramente criticada por la audiencia y los críticos de cine.